# Kraków Nowa Huta
Kraków Nowa Huta – stacja techniczna PKP Polskich Linii Kolejowych zlokalizowana w Nowej Hucie, w Krakowie, w województwie małopolskim, w Polsce.
W obrębie stacji znajdują się dwa przystanki osobowe: Kraków Nowa Huta (pasażerska część stacji – w skład wchodzi jeden, dwukrawędziowy, 201-metrowy peron)

## Historia i opis obiektu
Stacja powstała w latach 50. XX w. w celu obsługi Kombinatu Metalurgicznego Huty im. W. Lenina (obecnie Arcelor Mittal Poland Oddział w Krakowie). Budowa tego zakładu spowodowała powstanie obszernej stacji, która umożliwiała sprawny dowóz surowców i wywóz gotowych materiałów.

## Połączenia
Do lat 70. XX w. na stacji bieg rozpoczynały pociągi kursujące do Kocmyrzowa, a w 1999 roku stacja przestała obsługiwać ruchu pasażerski. 15 marca 2020 roku, po 21 latach przerwy, ruch pasażerski na stacji został wznowiony, a przystanek kolejowy poddano renowacji. Z pasażerskiej części stacji można dojechać elektrycznymi pociągami regionalnymi oraz podmiejskimi do Tarnowa, Rzeszowa, Nowego Sącza, Krynicy-Zdroju, Krakowa Głównego oraz Katowic.

## Ruch pasażerski
| Rok  | Wymiana pasażerska na dobę |
| ---- | -------------------------- |
| 2017 | –                          |
| 2022 | 0-9                        |

## Galeria

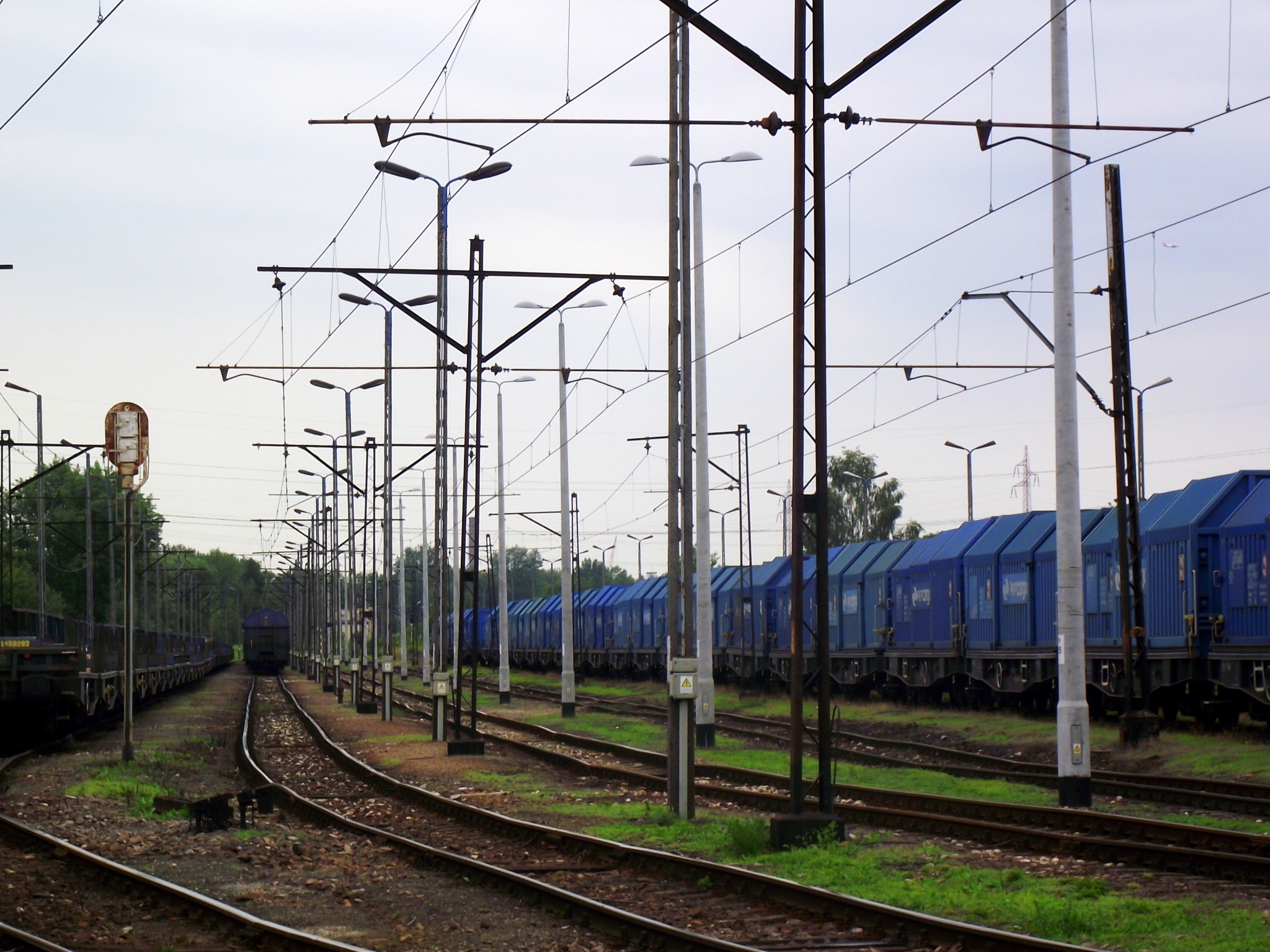
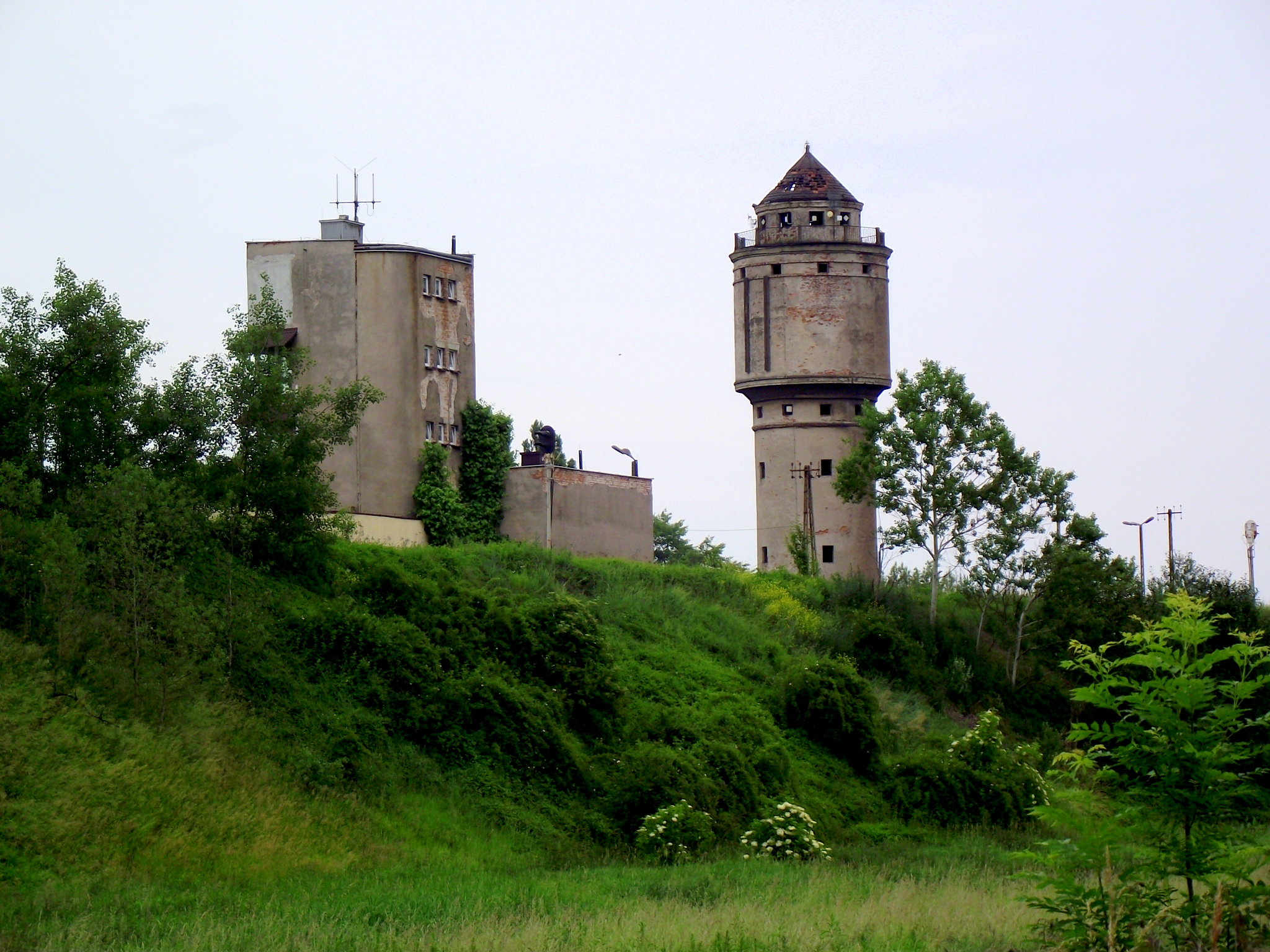
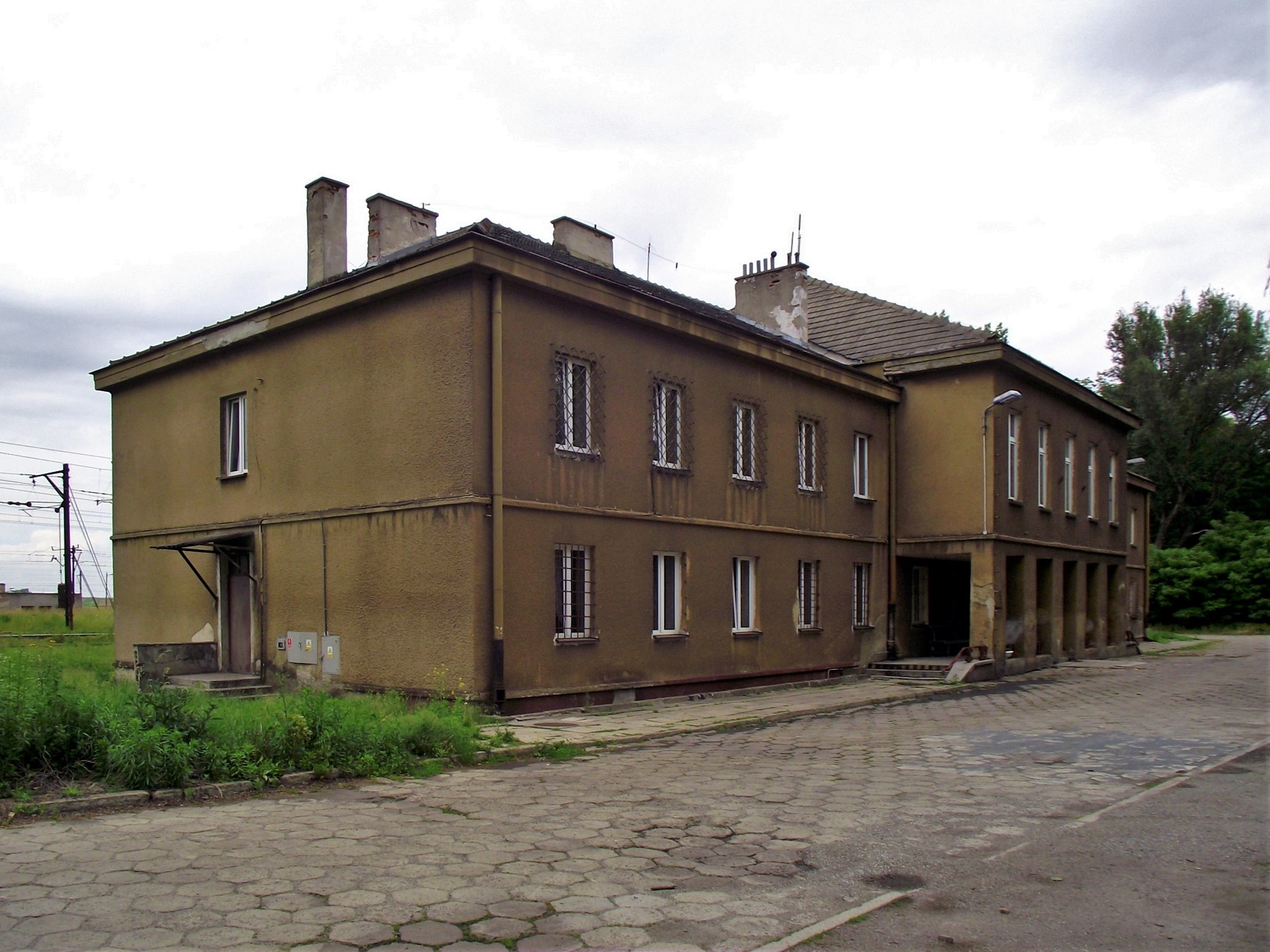
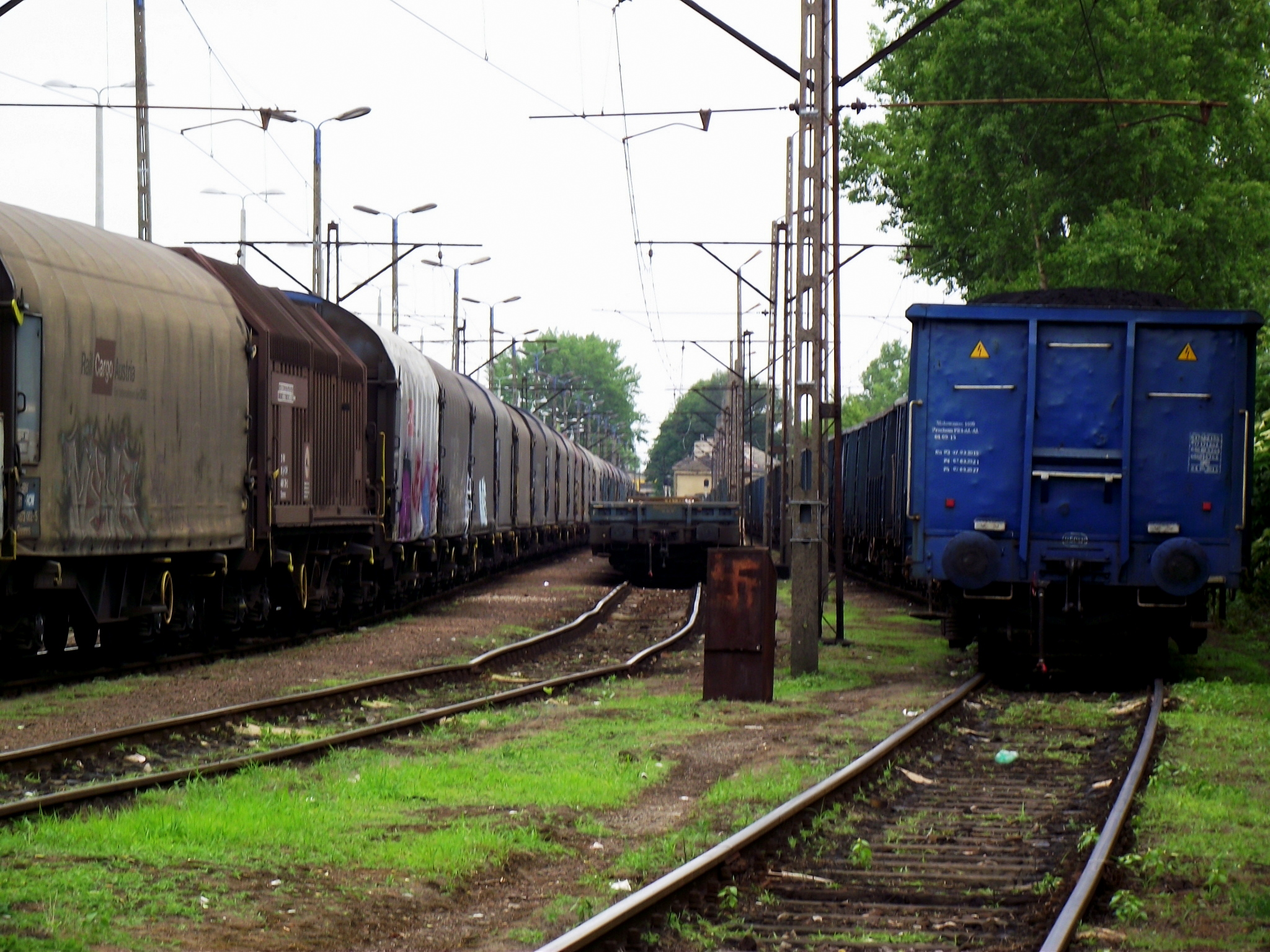
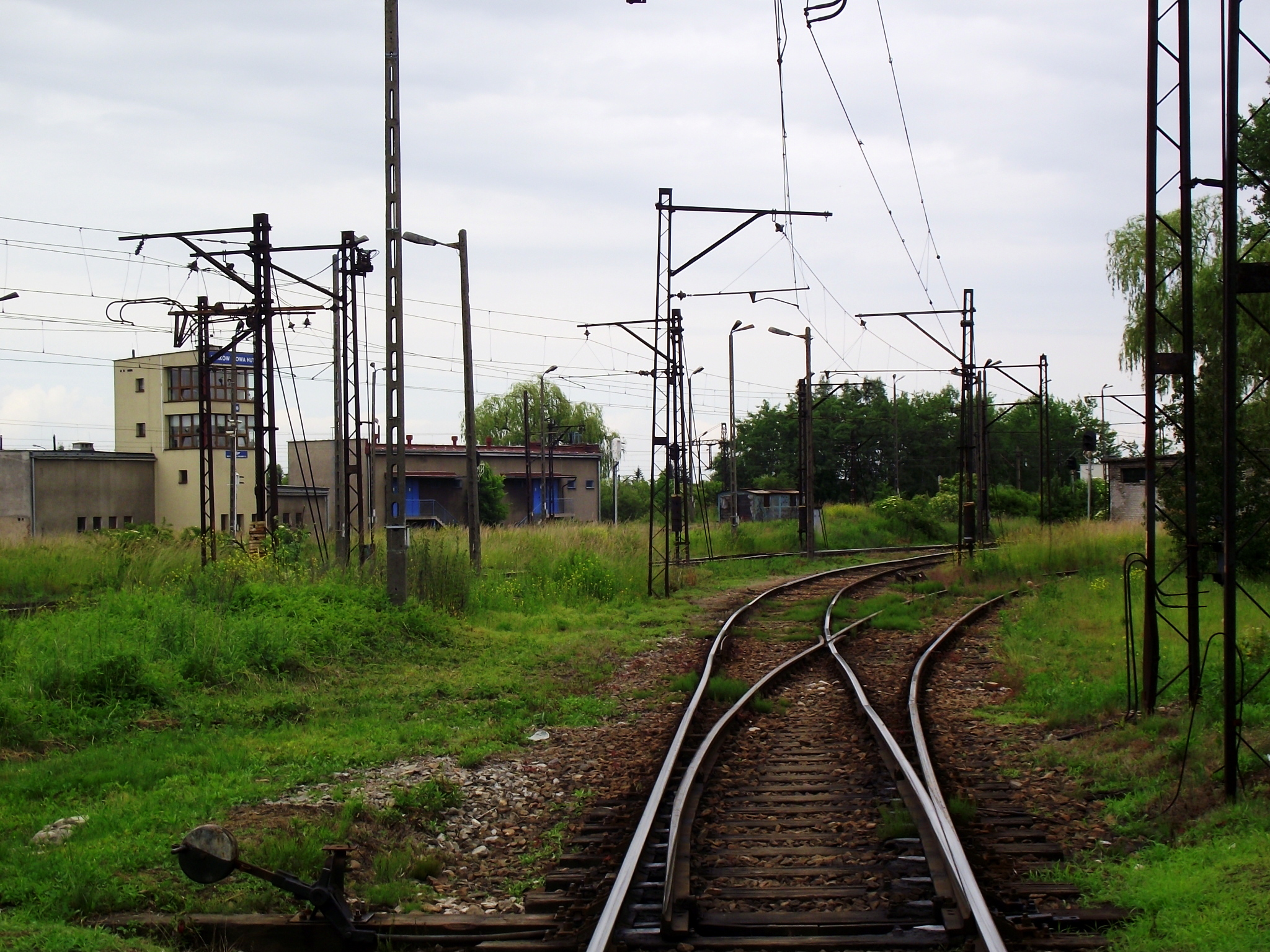
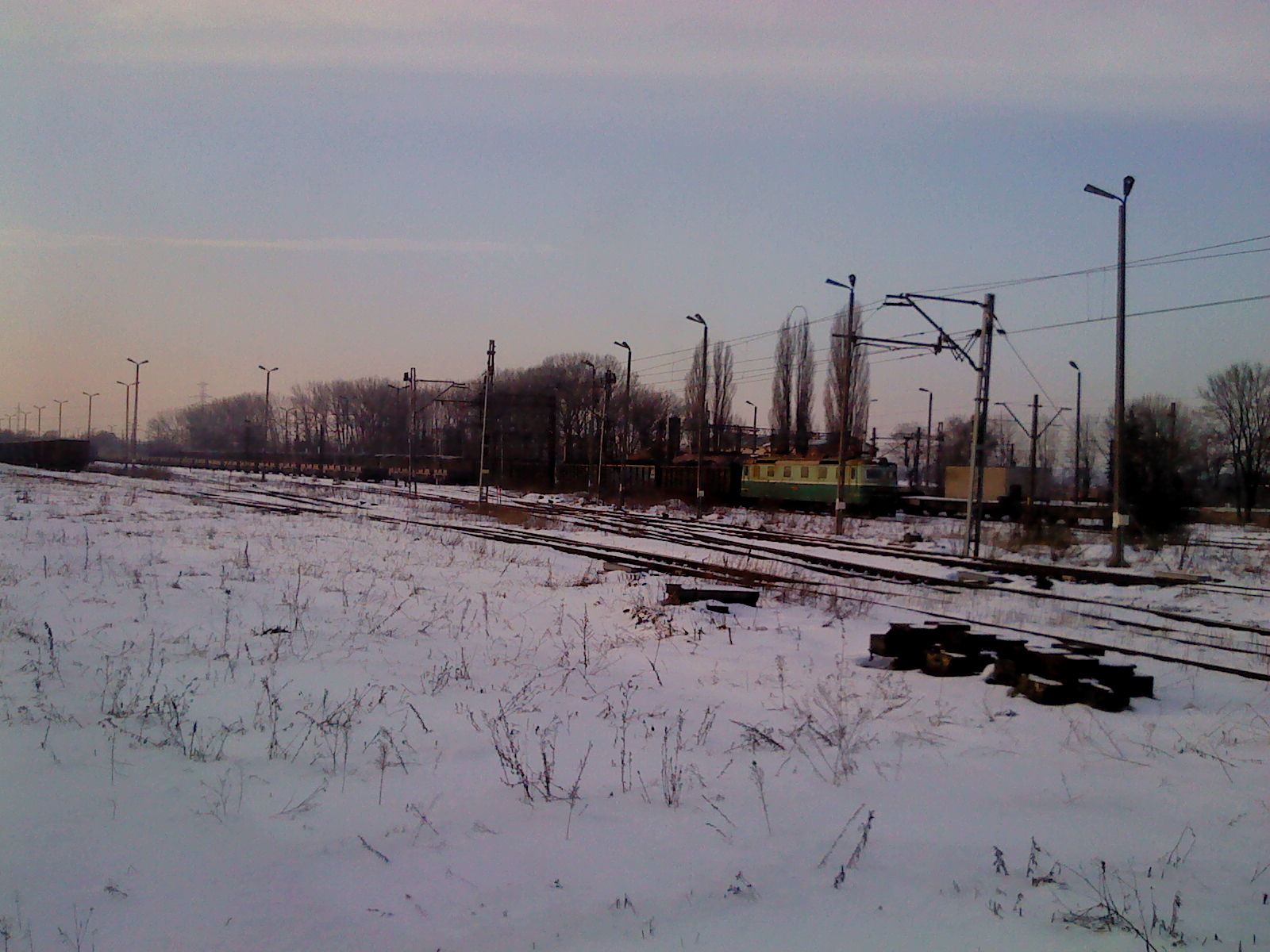
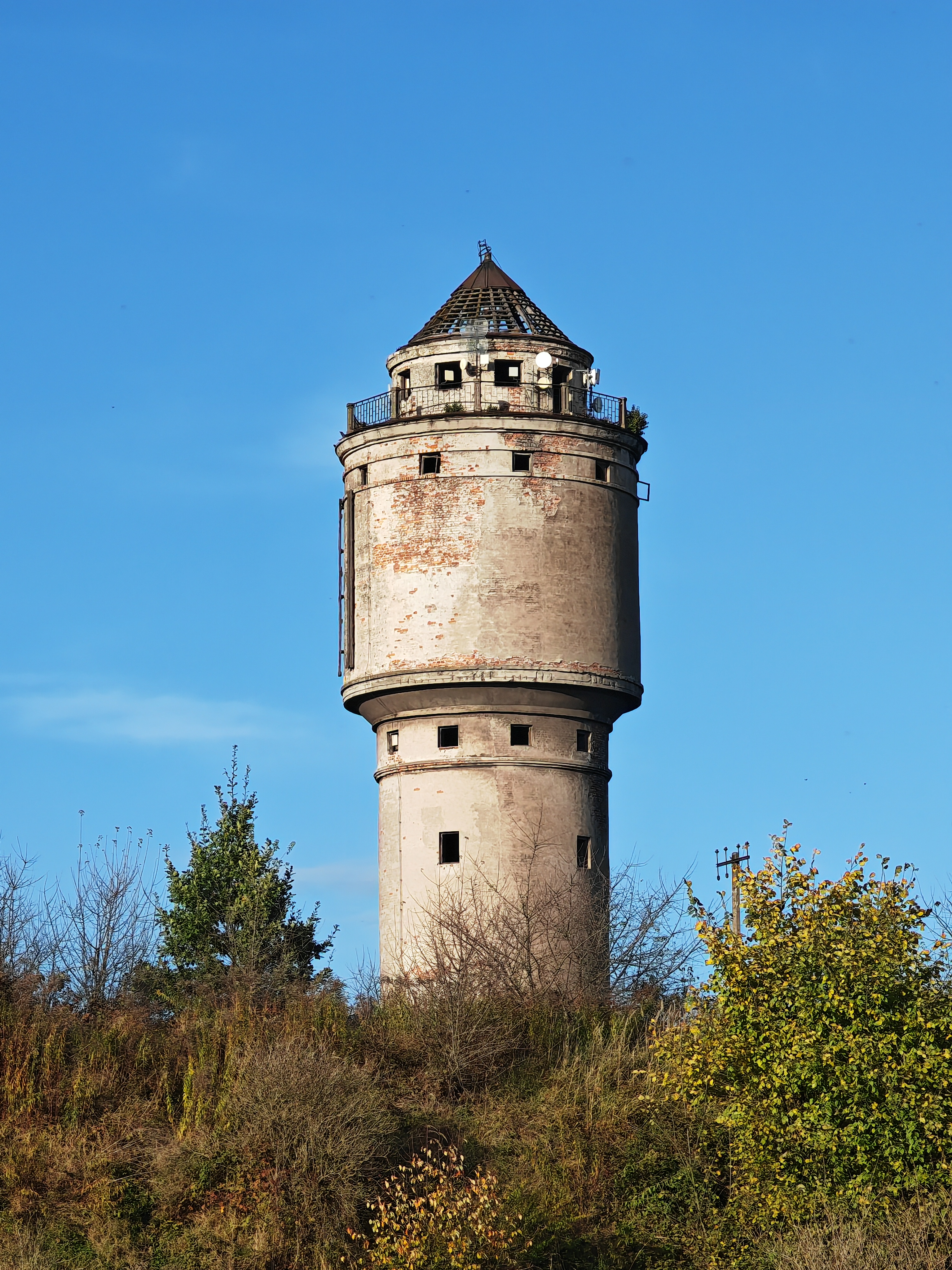
Wieża ciśnień